# Bob Leivers
Robert Hanford Leivers –conocido como Bob Leivers– (Nottingham, 27 de diciembre de 1914-Chelsea, 28 de agosto de 1964) fue un deportista británico que compitió en natación, especialista en el estilo libre. Ganó dos medallas en el Campeonato Europeo de Natación de 1938.

## Palmarés internacional
| Campeonato Europeo | Campeonato Europeo    | Campeonato Europeo | Campeonato Europeo |
| Año                | Lugar                 | Medalla            | Prueba             |
| ------------------ | --------------------- | ------------------ | ------------------ |
| 1938               | Londres (Reino Unido) | Medalla de plata   | 1500 m libre       |
| 1938               | Londres (Reino Unido) | Medalla de bronce  | 4 × 200 m libre    |